# Acacia gonophylla
Acacia gonophylla är en ärtväxtart som beskrevs av George Bentham. Acacia gonophylla ingår i släktet akacior, och familjen ärtväxter. Inga underarter finns listade i Catalogue of Life.